# Wilhelm Brockhaus (Anglist)
Wilhelm Brockhaus (* 4. Juli 1923 in Anten/Berge; † 12. Dezember 1998 in Paderborn) war ein deutscher Anglist, Hochschullehrer und Mundartschriftsteller. 

## Leben
Brockhaus erlangte 1951 sein Diplom in Sprachwissenschaften an der Universität Münster. Er war von 1953 bis 1961 als Studienrat am Gymnasium in Vechta tätig, anschließend bis 1965 Dozent an der Pädagogischen Hochschule in Vechta. Von 1962 bis 1972 war er Professor an der Pädagogischen Hochschule in Paderborn, anschließend Professor an der 1972 neu gegründeten Gesamthochschule Paderborn. Nach seiner Emeritierung 1985 war er als plattdeutscher Autor tätig.

## Werke
- Dr. Tötiks Himmelfaohrt un ännere Gedichte un Vertellsels. Wenner, Osnabrück 1993. ISBN 978-3-87898-338-5.
- Plattdüütsk hört in Kinnermund. Spieker Heimatbund für Niederdeutsche Kultur, Bad Zwischenahn 1994.
- Binnenwege. Gedichte und Vertells, ok wecke för de Wiehnachtstiet. Wenner, Osnabrück 1996. ISBN 978-3-87898-346-0.
- Irish short stories. (Hg.), Schöningh, Paderborn 1962.

## Auszeichnungen
- 1997: Preis des Plattfoss-Literatur-Wettbewerbs
- 1997: Europäische Kulturpreis der Akademie Stapelfeld